# Diplazium mapiriense
Diplazium mapiriense är en majbräkenväxtart som beskrevs av Eduard Rosenstock.
Diplazium mapiriense ingår i släktet Diplazium och familjen Athyriaceae. Inga underarter finns listade i Catalogue of Life.